# SH905iTV
FOMA SH905iTV（フォーマ・エスエイチ きゅう まる ご アイティーヴィー）は、シャープによって開発された、NTTドコモの第三世代携帯電話 (FOMA) 端末である。

## 概要
- ドコモ2機種目のAQUOSケータイで、HSDPA対応。SH904iにも搭載された「TOUCH CRUISER」と呼ばれるタッチパッドを備えている。これは、同時発表されたSH905iにも備えられている。
- SH905iにはあるが本機種には搭載されていない機能としては、GPSやGSMエリアでの国際ローミングなどがある。それ以外はほぼ搭載されている。
- 外部メモリーは規格上限の2GBまで（ドコモ発表）のmicroSD及び4GBまで（ドコモ発表）のmicroSDHCにも対応している。microSDHCの対応はドコモ初で、同日に発表された端末ではP905i、P905iTV、SH905iも対応している。カメラ性能は、CMOS約320万画素（有効画素数:約310万画素）で、オートフォーカスや手ブレ補正に対応している。テレビ電話用のサブカメラはCMOS約11万画素を搭載している。
- また、ほぼ同時期にSoftBank 920SHというスペックが類似した機種が発表されている。920SHは国際ローミングがGSMエリアにも対応しており、その点は本機種と異なっている。
- 905iシリーズにおいて唯一、850MHz帯をサポートしており、アメリカ等の一部で開始された850MHz帯エリアの3Gローミングに対応。現在はハワイオアフ島の一部、カナダの主要都市にて利用が可能となっている。2008年8月からは、グアムとハワイ全体での3Gローミングに対応した（一部の906iとNM705i、NM706i、HT1100等の端末も同時に対応）。
- 古くはD903iから採用してきたコンテンツサービス[1]マチキャラが初めてDシリーズ以外の端末として対応した。プリインストールされているのは「ドラゴンボール」「ドコモダケ」「Mono」の3種。ただし、D905iに対応している音声認識マチキャラは対応していない。

| 主な対応サービス           | 主な対応サービス                    | 主な対応サービス           | 主な対応サービス                                     |
| -------------------------- | ----------------------------------- | -------------------------- | ---------------------------------------------------- |
| DCMX／おサイフケータイ     | うた・ホーダイ                      | 着うたフル／着うた         | デジタルオーディオプレーヤー(WMA)(AAC)(SDオーディオ) |
| 直感ゲーム／メガiアプリ    | Music&Videoチャネル／ビデオクリップ | 3Gローミング（WORLD WING） | プッシュトーク                                       |
| FOMAハイスピード           | GPS／ケータイお探し                 | デコメール／デコメ絵文字   | iチャネル                                            |
| 着もじ                     | テレビ電話／キャラ電                | 電話帳お預かりサービス     | フルブラウザ                                         |
| おまかせロック／バイオ認証 | 外部メモリーへiモードコンテンツ移行 | トルカ                     | iC通信／iCお引越しサービス                           |
| きせかえツール／マチキャラ | バーコードリーダ／名刺リーダ        | 2in1※                      | エリアメール                                         |

※BモードのメールはWebメールとなる。

### プリインストールiアプリ
- 直感プレーパーク
- デビル メイ クライ for SH
- ファミリンクリモコン for AQUOS
- しゃべって翻訳 for SH
- 地図アプリ
- Gガイド番組表リモコン
- 楽オク出品アプリ2
- FOMA通信環境確認アプリ
- ケータイクレジットiD設定アプリ
- DCMXクレジットアプリ
- iアプリバンキング

### ワンセグ機能
- EPG（録画予約も可）
- 外部メモリ（microSD）への録画
- 字幕放送
- マルチウィンドウ
- FMトランスミッターによるワイヤレス音声出力
- NewモバイルASV液晶と映像をより鮮やかに再現する「SV (Super Vivid) エンジン」を搭載。

## 歴史
- 2007年10月26日 - 電気通信端末機器審査協会 (JATE) 通過
- 2007年10月31日 - 技術基準適合証明 (TELEC) 通過
- 2007年11月1日 - D905i・D705i・D705iμ・F905i・F705i・N905i・N905iμ・N705i・N705iμ・P905i・P905iTV・P705i・P705iμ・PROSOLID μ・SH905i・SH905iTV・SH705i・SO905i・SO905iCS・SO705i・L705i・L705iX・NM705iの開発が発表。
- 2008年1月8日 - 連邦通信委員会 (FCC) 通過
- 2008年1月10日 - 報道関係者向けの内覧会で実機を公開
- 2008年1月24日 - 発売開始

## ソフトウェアの更新
2008年2月20日に、以下の不具合の修正が行われた。
- 一部の2GB microSDカードにデータの保存ができなかったり、フォーマットできない場合がある
- ワンセグをデータ放送モードで視聴中にデータ放送のコンテンツが更新されない場合がある